# Lynyrd Skynyrd
Lynyrd Skynyrd [ˈlɛnɝd ˈskɪnɝd] ist eine US-amerikanische Rockband. Sie gehört zu den wichtigsten Vertretern des in den 1970er-Jahren populären Southern Rock. Bekannte Lieder sind Free Bird (1973), Simple Man (1973), Tuesday's Gone (1973), What’s Your Name (1977), That Smell (1977) und vor allem Sweet Home Alabama von 1974.
Der Rolling Stone listete Lynyrd Skynyrd im Jahr 2010 auf Rang 95 der 100 größten Musiker aller Zeiten.

## Bandgeschichte

### Gründung
Während ihrer Zeit auf der Highschool in Jacksonville (Florida) spielten Ronnie Van Zant, Allen Collins, Gary Rossington, Bob Burns und Larry Junstrom in einer Band mit dem Namen The Noble Five. Der dortige Sportlehrer Leonard Skinner ertappte mehrere Mitglieder der Band bei Verstößen gegen die Kleiderordnung der Schule, die auch den Haarschnitt vorschrieb. Als diese die Schule aufgaben, wurde der Bandname zunächst in Leonard Skinnerd geändert. Um deswegen keine weiteren Schwierigkeiten zu bekommen, erfuhr der Name nach und nach Verfremdungen, alle Vokale wurden gegen 'y' getauscht. Leonard Skinner starb im September 2010, die New York Times nannte ihn den „wohl einflussreichsten Sportlehrer der amerikanischen Popkultur“. Die Band probte in Ronnies Garage, doch nachdem Streitigkeiten mit den Nachbarn immer mehr zugenommen hatten, verlegten sie ihre Sessions fortan in ein Farmhaus bei Green Cove Springs. Dieser Ort wurde „Hell House“ genannt und war der Ursprung der Musik von Lynyrd Skynyrd.

### Aufstieg und Erfolge
Die Band begann überall im Süden der USA aufzutreten. Der erste größere Erfolg stellte sich 1968 ein, als Lynyrd Skynyrd bei einem Wettbewerb die Produktion einer Single im Studio gewann. Diese Debütsingle wurde jedoch ein Flop. Die Band tourte als Vorgruppe durch die USA, und unter den ersten Demos der Rocker befindet sich auch der Song Free Bird (jedoch noch ohne Gitarrensolo), der später einer der ersten Hits der Band wurde. 1971 holte Johnny Johnson Lynyrd Skynyrd in sein Muscle Shoals Sound Studio, wo das Ensemble seine ersten echten Studioerfahrungen sammeln konnte. Während dieser Sessions übernahm jedoch Leon Wilkeson den Bass und Rickey Medlocke das Schlagzeug. Erst 1973 kam die Band mit dem Neuzugang Ed King als drittem Gitarristen und dem Bassisten Wilkeson bei Al Koopers Plattenfirma Sound of the South (1974 an MCA verkauft) unter Vertrag. Al Kooper wird die eigentliche Entdeckung von Lynyrd Skynyrd zugeschrieben. Er produzierte ihre ersten drei Alben. Das erste trug den Bandnamen (Pronounced ’Lĕh-’nérd ’Skin-’nérd) und erschien 1973. Der frühe Hit der Band, Free Bird, und die Auftritte als Vorgruppe für The Who trugen sehr zur Popularität der Band bei.
1974 veröffentlichte sie ihr Album Second Helping, aus dem ihre Hit-Single Sweet Home Alabama (Platz 8 in den US-Charts) stammt, eine musikalische Antwort auf die Songs Alabama und Southern Man von Neil Young. Die LP erreichte den 12. Platz in den US-Charts und bekam mehrfach Platin. Nuthin’ Fancy, 1975 erschienen, errang als erster Tonträger der Band einen Platz in den USA-Top-10. Die 1976 nachfolgende Langspielplatte Gimme Back My Bullets konnte nicht an die Erfolge der Vorgänger anschließen. Das gelang erst Ende 1976 mit dem Live-Doppel-Album One More from the Road. Hier spielte erstmals der neue Gitarrist der Band, Steve Gaines, mit. Die Band wurde durch drei Background-Sängerinnen vervollständigt. Das Live-Album wurde der zweite Top-10-Hit von Lynyrd Skynyrd.

### Ende durch Flugzeugabsturz
Am 17. Oktober 1977 veröffentlichte Lynyrd Skynyrd ihr fünftes Album Street Survivors. Drei Tage später stürzte das Charterflugzeug ab, mit dem die Band auf dem Weg von Greenville nach Baton Rouge (Louisiana) war. Die Maschine stürzte in ein Waldgebiet in Amite County in der Nähe von Gillsburg (Mississippi), etwa 16 km vom Flugplatz in McComb (Mississippi) entfernt. Die Piloten hatten gehofft, dort noch landen zu können. Beim Absturz kamen Ronnie Van Zant, Steve Gaines, dessen Schwester Cassie Gaines, der Bandmanager Dean Kilpatrick und die beiden Piloten ums Leben. Die anderen Bandmitglieder überlebten schwer verletzt. Das Unglück wurde auf einen zu geringen Treibstoffvorrat zurückgeführt. Ein Jahr später gab ein Gericht menschlichem Versagen der Crew die Schuld.
Nach dem Absturz stellte sich heraus, dass einige Passagiere vor dem Flug umdisponieren wollten. So wollte Cassie Gaines in einem der Equipment-Trucks mitfahren, andere hatten bereits alternative Flüge gebucht. Erst als sich Ronnie Van Zant kurz vor der Abreise dafür entschieden hatte, die Convair CV 300 (eine umgebaute CV-240) noch ein letztes Mal in Anspruch zu nehmen, war ihm auch der Rest der Crew gefolgt. Die schottische Rockband Nazareth wäre beinahe mit an Bord des Flugzeuges gewesen. Beide Gruppen befanden sich zu der Zeit auf einer gemeinsamen US-Tournee, und die Südstaatenrocker hatten die Schotten zu sich ins gruppeneigene Flugzeug eingeladen. Nazareth musste jedoch aufgrund einer Pressekonferenz ablehnen und später hinterherfliegen.
Die kurz vor dem Absturz erschienene LP Street Survivors zeigte auf dem Cover die Band inmitten von Flammen. Aus Respekt vor den Opfern des tragischen Ereignisses wurde dieses Cover dann durch ein anderes ersetzt, das nur die Band vor schwarzem Hintergrund zeigt. Dieses Album wurde für die Band zu einem ihrer größten Erfolge: Platz 13 in den britischen, Platz 5 in den amerikanischen LP-Charts. Aus dem Rest der Gruppe ging die Rossington-Collins Band hervor, die zwischen 1980 und 1982 zwei Alben veröffentlichte.

### Neuformierung

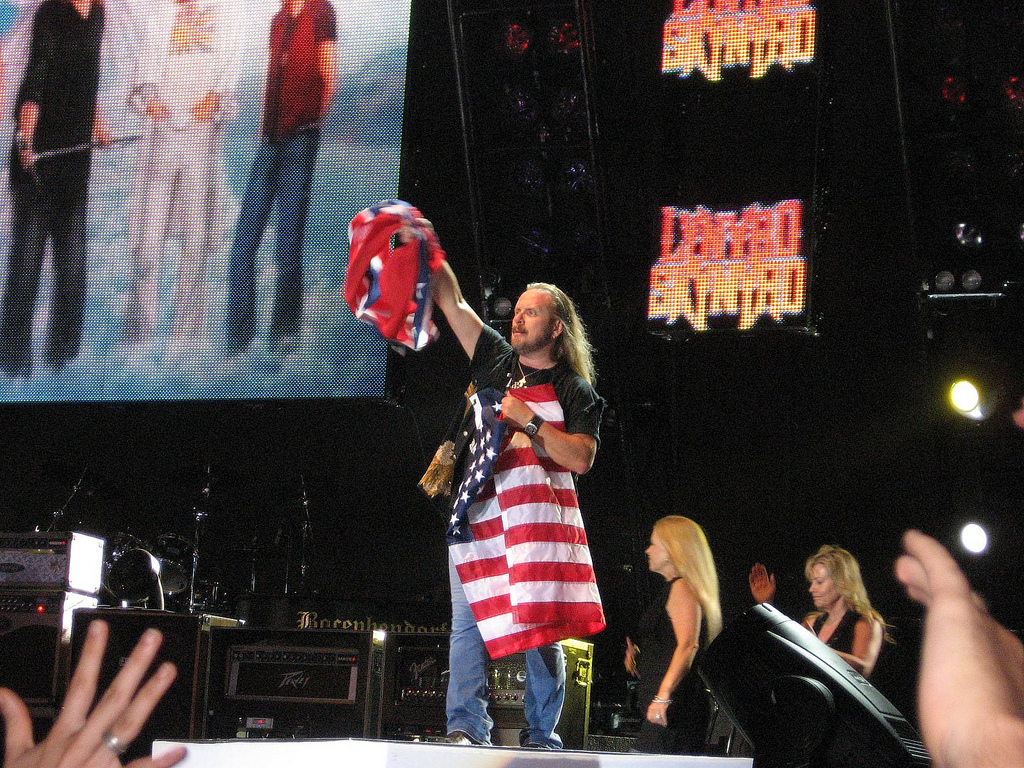
Lynyrd Skynyrd 2008 in Alabama

1987, zum zehnten Jahrestag des Absturzes, formierte sich Lynyrd Skynyrd neu. Johnny Van Zant, der Bruder des verstorbenen Ronnie Van Zant, berief Rossington, Powell, King, Wilkeson und den Gitarristen Randall Hall (der den durch einen Autounfall gelähmten Allen Collins ersetzte, der am 23. Januar 1990 an den Folgen des Unfalls starb) hinzu. Erst nur als Revival-Band für eine Tournee (Reunion-Tour) mit 32 Konzerten geplant, erwies sie sich dann aber als beständig und veröffentlichte 1988 das Live-Doppel-Album Southern by the Grace of God – Lynyrd Skynyrd Tribute Tour.
Seit Beginn der 1990er erschienen regelmäßig neue Alben von Lynyrd Skynyrd. Mit Lynyrd Skynyrd 1991, The Last Rebel und dem Werk Twenty von 1997 halten sie den Geist und die Idee des Southern Rock und die Erinnerung an die verstorbenen Bandmitglieder aufrecht.
1998 erschien die Live-Doppel-CD Lyve from Steel Town, die neben neuen Titeln und alten Klassikern auch zwei Radiointerviews und einige Videos für den PC enthält.
1999 erschien Edge of Forever. Hier haben sich die neuen Bandmitglieder Hughie Thomasson (vorher bei den Outlaws) und Ricky Medlocke (vorher Blackfoot) stark in die neuen Songs einbringen können. Ihr neuer Einfluss sorgte neben der harten Stimme von Johnny van Zant für einen frischen, rockigen Sound. Gleichzeitig gelang es aber, auch an die Tradition der alten Lynyrd-Skynyrd-Band anzuknüpfen.
2001 starb der Bassist Leon Wilkeson an einem Lungenemphysem sowie Leberschaden; er wurde durch Ean Evans ersetzt.
2006 verließ Hugh „Hughie“ Edward Thomasson Jr. die Band, um The Outlaws neu zu formieren. Seinen Platz als 3. Gitarrist nahm Mark „Sparky“ Matejka ein.
Am 13. März 2006 wurde Lynyrd Skynyrd in die Rock and Roll Hall of Fame aufgenommen, gemeinsam mit Black Sabbath, Blondie, Miles Davis und den Sex Pistols, wobei die letztgenannten jedoch die Aufnahme verweigerten.
Am 9. September 2007 starb Thomasson an einem Herzinfarkt in seinem Haus in Brooksville, Florida, im Alter von 55 Jahren.
2009 starb Billy Powell am 28. Januar im Alter von 56 Jahren an einem Herzinfarkt in Orange Park (Florida). Die Sanitäter, die er selbst noch per Telefon gerufen hatte, konnten nur noch seinen Tod feststellen. Im selben Jahr, am 6. Mai, starb Bassist Donald „Ean“ Evans. Er erlag einem Krebsleiden. Die Background-Sängerin JoJo Billingsley verstarb am 24. Juni 2010 an einer Krebserkrankung.
Im September 2012 gab die Band bekannt, dass sie die Flagge der Konföderierten Staaten von Amerika nicht mehr zeigen werde. Sie wollten nicht mit Rassisten assoziiert werden, die diese Flagge vereinnahmt hätten. Nach Fanprotesten ruderte die Band wieder zurück. Gary Rossington teilte in einer Stellungnahme auf der Website der Band mit, das Zeigen der Flagge würde den Einsatz für Bundesstaatsrechte symbolisieren und auch den Stolz der Bandmitglieder zeigen, aus dem Süden der USA zu stammen. Er betonte, die Flagge würde für die Gruppe „Heritage not Hate“ (Erbe, nicht Hass) bedeuten.
Am 4. April 2015 starb Bob Burns, der Schlagzeuger der Band auf deren ersten beiden Alben, im Alter von 64 Jahren. Er war in Cartersville, Georgia mit seinem Wagen von der Straße abgekommen und ohne angelegten Sicherheitsgurt gegen einen Baum geprallt.

### Auflösung

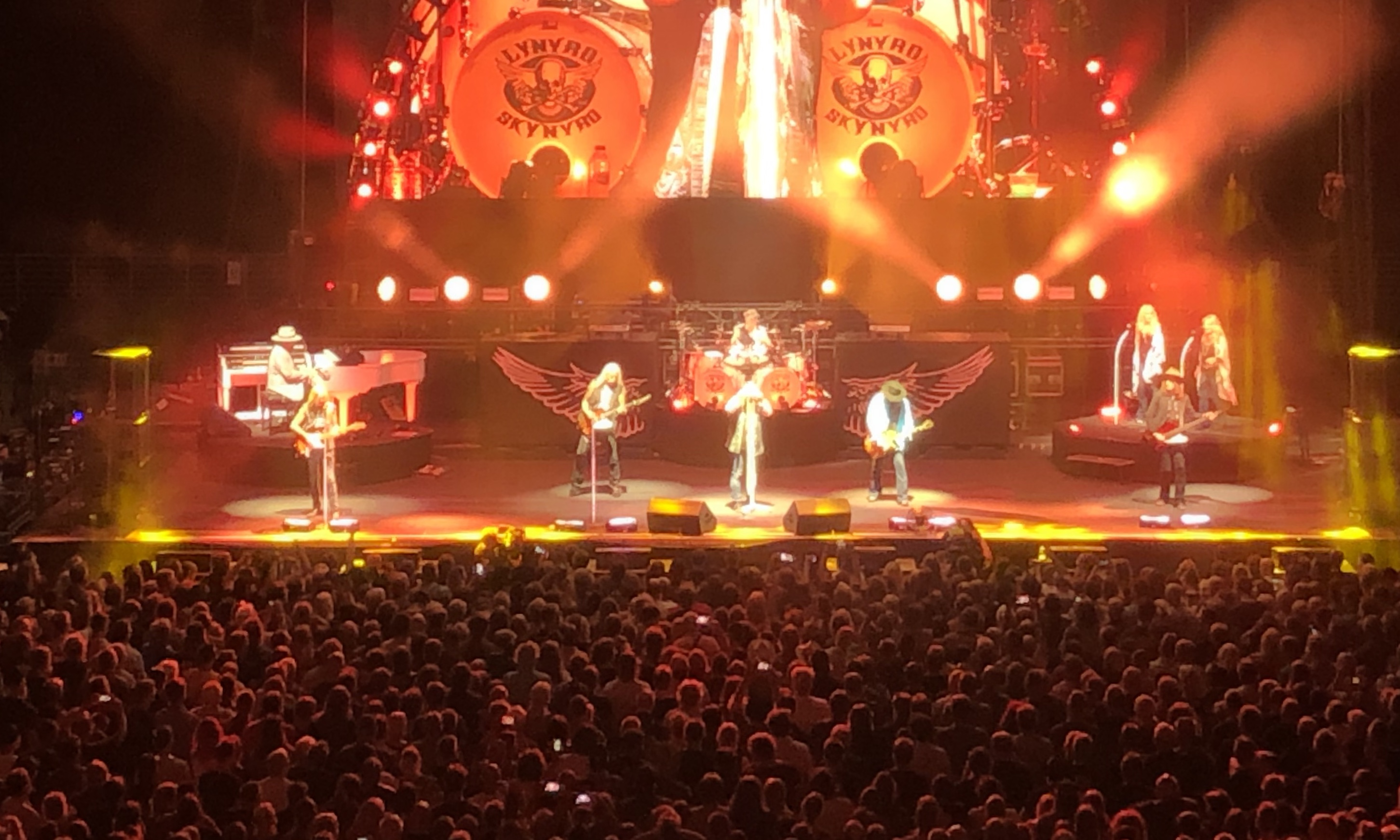
Lynyrd-Skynyrd-Konzert 2019 in Berlin

2018 erschien mit If I Leave Here Tomorrow eine von der Band autorisierte Dokumentation über die frühe Bandgeschichte von Lynyrd Skynyrd. Der Film hatte seine Weltpremiere beim SXSW-Festival 2018 und wurde für seine spannende Erzählart gelobt, die ihn zu einer Musikdoku macht, die nicht nur für Fans interessant ist.
Regisseur Stephen Kijak erzählt in seinem Film die Bandgeschichte von Lynyrd Skynyrd nach. Der Fokus liegt dabei auf dem Leben des Sängers Ronnie Van Zant. Kijak erzählt aus dessen Kindheit und Jugend in Florida, von seinen Boogie-Woogie-Anfängen, den Beziehungen zwischen den Bandkollegen bis zum tragischen Ende einiger Bandmitglieder bei einem Flugzeugabsturz im Jahr 1977.
Anfang 2018 gab die Band bekannt, dass sie sich nach Abschluss ihrer „Last of the Street Survivors“-Abschiedstournee auflösen werde. Im Rahmen dieser Tournee gab es 2019 auch Konzerte in Deutschland. Die Auflösung wurde wegen mehrerer Pandemie-bedingten Unterbrechungen jedoch nicht vollzogen. Gary Rossington wurde ab 2019 mehrmals aufgrund einer Erkrankung von Damon Johnson vertreten. Rossington, das letzte noch lebende Mitglied der Gründungsbesetzung, starb im März 2023.
Ende 2022 erklärte die Band, ihre Abschiedstournee fortzuführen und danach Lynyrd Skynyrd „im Guten“ aufzulösen. Die „The Sharp Dressed Simple Man Tour“ erfolgt 2023 und 2024 mit ZZ Top als Co-Headliner durch Nordamerika.
Für 2025 tourt die Band unter dem Motto   „Celebrating 50 Years“ im Frühjahr durch die USA, im Sommer durch Europa. Hier ist die Band für 6 Auftritte in Deutschland um nach den Europadaten wieder in Nordamerika weiterzumachen. Bei der kompletten Tour werden sie durch Robbie Harrington von der Band „Damon Johnson & The Get Ready“ am Bass unterstützt.

## Stil
Ihre oft mit drei Lead-Gitarren gespielte Musik ist eine hart gespielte Mischung aus Rock, Blues-Rock und Country; die Texte behandeln typische Südstaatenthemen. Auch Auftreten und Flair der Band verkörpern die typische Südstaatenmentalität. Lynyrd Skynyrd unterscheiden sich dabei von den anderen, typischen Southern-Rock-Bands, wie zum Beispiel den Allman Brothers, in deren Musik auch Jazzelemente einflossen.

## Diskografie
Studioalben

| Jahr | Titel                               | Höchstplatzierung, Gesamtwochen, AuszeichnungChartplatzierungen (Jahr, Titel, Platzierungen, Wochen, Auszeichnungen, Anmerkungen) | Höchstplatzierung, Gesamtwochen, AuszeichnungChartplatzierungen (Jahr, Titel, Platzierungen, Wochen, Auszeichnungen, Anmerkungen) | Höchstplatzierung, Gesamtwochen, AuszeichnungChartplatzierungen (Jahr, Titel, Platzierungen, Wochen, Auszeichnungen, Anmerkungen) | Höchstplatzierung, Gesamtwochen, AuszeichnungChartplatzierungen (Jahr, Titel, Platzierungen, Wochen, Auszeichnungen, Anmerkungen) | Höchstplatzierung, Gesamtwochen, AuszeichnungChartplatzierungen (Jahr, Titel, Platzierungen, Wochen, Auszeichnungen, Anmerkungen) | Anmerkungen |
| Jahr | Titel                               | DE | AT | CH | UK | US | Anmerkungen |
| ---- | ----------------------------------- | --- | --- | --- | --- | --- | --- |
| 1973 | (Pronounced ’Lĕh-’nérd ’Skin-’nérd) | — | — | — | UK— SilberUK | US27 ×2Doppelplatin · (79 Wo.)US                                                                                                  | Erstveröffentlichung: 13. August 1973 1975 in den US-Charts, 2001 erneut veröffentlicht; Verkäufe: + 2.067.500 |
| 1974 | Second Helping                      | — | — | — | — | US12 ×2Doppelplatin · (45 Wo.)US                                                                                                  | Erstveröffentlichung: 15. April 1974 Verkäufe: + 2.000.000                                                     |
| 1975 | Nuthin’ Fancy                       | — | — | — | UK43 (1 Wo.)UK | US9 Platin · (20 Wo.)US | Erstveröffentlichung: 24. März 1975 Verkäufe: + 1.000.000                                                      |
| 1976 | Gimme Back My Bullets               | — | — | — | UK34 (5 Wo.)UK | US20 Gold · (16 Wo.)US | Erstveröffentlichung: 2. Februar 1976 Verkäufe: + 500.000                                                      |
| 1977 | Street Survivors                    | — | — | — | UK13 (4 Wo.)UK | US5 ×2Doppelplatin · (34 Wo.)US                                                                                                   | Erstveröffentlichung: 17. Oktober 1977 2001 erneut veröffentlicht; Verkäufe: + 2.000.000                       |
| 1991 | Lynyrd Skynyrd 1991                 | — | — | — | — | US64 (16 Wo.)US | Erstveröffentlichung: 11. Juni 1991                                                                            |
| 1993 | The Last Rebel                      | DE80 (7 Wo.)DE | — | CH18 (7 Wo.)CH | — | US64 (7 Wo.)US | Erstveröffentlichung: 16. Februar 1993                                                                         |
| 1994 | Endangered Species                  | — | — | — | — | US115 (4 Wo.)US | Erstveröffentlichung: 9. August 1994                                                                           |
| 1997 | Twenty                              | DE70 (3 Wo.)DE | — | — | — | US97 (6 Wo.)US | Erstveröffentlichung: 29. April 1997                                                                           |
| 1999 | Edge of Forever                     | DE47 (4 Wo.)DE | — | — | — | US96 (2 Wo.)US | Erstveröffentlichung: 10. August 1999                                                                          |
| 2000 | Christmas Time Again                | — | — | — | — | — | Erstveröffentlichung: 12. September 2000 Weihnachtsalbum                                                       |
| 2003 | Vicious Cycle                       | DE44 (2 Wo.)DE | — | — | — | US30 (11 Wo.)US | Erstveröffentlichung: 20. Mai 2003                                                                             |
| 2009 | God & Guns                          | DE37 (3 Wo.)DE | — | CH38 (3 Wo.)CH | UK36 (1 Wo.)UK | US18 (8 Wo.)US | Erstveröffentlichung: 29. September 2009                                                                       |
| 2012 | Last of a Dyin’ Breed               | DE14 (4 Wo.)DE | AT33 (1 Wo.)AT | CH13 (5 Wo.)CH | UK83 (1 Wo.)UK | US14 (7 Wo.)US | Erstveröffentlichung: 21. August 2012                                                                          |

grau schraffiert: keine Chartdaten aus diesem Jahr verfügbar